# تمازیرت
تمازیرت یک منطقهٔ مسکونی در الجزایر است که در استان سطیف واقع شده‌است. تمازیرت ۶٬۵۹۰ نفر جمعیت دارد.